# Трами (тропический шторм)
Тропический шторм «Тра́ми» (англ. Severe Tropical Storm Trami), на Филиппинах известный как тропический шторм «Кристи́н» (англ. Severe Tropical Storm Kristine) — активный тропический циклон, сформировавшийся в октябре 2024 года, нанёсший серьёзный ущерб Филиппинам и в настоящее время продвигающийся вглубь Вьетнама. Образовался 19 октября 2024 года как депрессия, а затем перешёл в стадию в тропического циклона к западу от Гуама, двигаясь на запад вдоль южной периферии острова. Когда циклон вошёл в её зону ответственности, Филиппинское управление атмосферных, геофизических и астрономических служб (PAGASA) 20 октября дала ему название «Кристин». Шторм находился в пределах более крупной барической ложбины, которая простиралась от Филиппинских островов на восток почти до Гуама. Рано утром следующего дня спутниковые снимки показали, что депрессия полностью сформировалась. Японское метеорологическое агентство (JMA) повысило уровень системы до тропического шторма, назвав его «Трами». К 23 октября JMA сообщило, что «Трами» усилился и превратился в сильный тропический шторм, который двигался с запада на северо-запад и обрушился на берег в Дивилакане на Филиппинах. На следующий день он переместился к прибрежным водами южной части острова Южный Илокос. К концу 26 октября как JMA, так и Объединённый американский военно-морской центр по предупреждению о тайфунах (JTWC) сообщили, что «Трами» достиг своей максимальной интенсивности, с устойчивыми ветрами со скоростью 110 км/ч с интервалом в 10 минут, а центральное давление составило 970 ГПа. По мере приближения к побережью Вьетнама шторм столкнулся с сильным восточным вертикальным сдвигом ветра, в результате чего конвекция в его центре стала более линейной. На следующий день шторм достиг суши в Тхыатхьен-Хюэи и Дананге и медленно продолжал движение вглубь страны, двигаясь в юго-западном направлении.
Тропический шторм «Трами» нанёс серьёзный ущерб Филиппинам и Вьетнаму на сумму более 260 миллионов долларов США. Погибли более 160 человек, несколько десятков человек пропало, более ста пострадали. Порядка 575 тысяч были вынуждены покинуть свои дома.

## Последствия

### Филиппины
По состоянию на 27 октября 2024 года Филиппинский национальный совет по управлению и снижению риска бедствий сообщил, что тропический шторм затронул 5 901 761 человек, из которых 575 160 были вынуждены покинуть свои дома. Кроме того, в 335 городах произошли перебои с подачей электроэнергии, и 28 090 домов были повреждены. Наводнения продолжались по меньшей мере в 663 районах по всей стране. Предполагаемый ущерб инфраструктуре составил 994,63 млн песо (20,2 млн долларов США), при этом в сельскохозяйственном секторе ожидались ещё более высокие убытки, превышающие 1,43 млрд песо (29,08 млн долларов США). Общий ущерб составил 2,43 миллиарда песо (49,28 млн долларов США). Сообщалось о перебоях в телекоммуникациях в 53 муниципалитетах. По меньшей мере 110 человек погибли, 71 получили ранения, ещё 42 числятся пропавшими без вести. Больше всего пострадал регион Бикольский регион, на долю которого приходится 2 492 223 затронутых человека, за ним следуют Центральный Лусон с 1 023 030 затронутыми и Восточные Висайи с 685 049 затронутыми. 92 морских порта приостановили свою работу, а 522 участка дорог и 84 моста закрыты. Эти данные отличаются от отчёта Agence France-Presse, в котором число погибших оценивается в 100 человек. Министерство сельского хозяйства сообщило о потерях в размере 3,11 млрд песо (63,15 млн долларов США), при том, что шторм затронул затронул 37 590 га (92 900 акров) сельскохозяйственных угодий. Кроме того, Министерство образования сообщило о потерях в размере 3,38 миллиарда песо (68,63 миллиона долларов США), добавив, что в 38 333 школах были приостановлены занятия, а ещё 861 школа непосредственно пострадала от шторма. В общей сложности 2700 классных комнат были разрушены, 1361 — повреждена. 1047 школ были использованы в качестве эвакуационных убежищ.

### Вьетнам
Сильный ветер повалил деревья и рекламные щиты в Дананге. Шторм принёс сильные дожди в провинцию Куангчи, что привело к значительному подтоплению нескольких мостов. В Тхыатхьен-Хюэ штормовые волны привели к наводнению в коммуне Фу Тхуан округа Фу Ванг. Количество осадков по всей стране колебалось в пределах 200—400 мм в Хатине, Куангнгае, Биньдине и на севере Центрального плато, в то время как в Дананге и Контуме выпало 70—150 мм осадков. По меньшей мере три человека погибли и ещё три были ранены.
27 октября Управление гражданской авиации Вьетнама приняло решение приостановить на сутки работу четырёх аэропортов: двух международных (Дананг и Фубай) и двух местных (Донгхой и Чулай).